# Papágou
Papágou (Papagou) är en ort i Grekland.   Den ligger i prefekturen Nomarchía Athínas och regionen Attika, i den sydöstra delen av landet, 7 km öster om huvudstaden Aten. Papágou ligger 263 meter över havet och antalet invånare är 13 699.
Terrängen runt Papágou är kuperad åt sydost, men åt nordväst är den platt. Runt Papágou är det tätbefolkat, med 257 invånare per kvadratkilometer. Närmaste större samhälle är Aten, 6,8 km väster om Papágou. 